# Muchitsch
Asger Muchitsch (født 31. maj 1907 i Aarhus, død 11. august 1982 i Brabrand) var en dansk bladtegner, illustrator og billedkunstner. Har bl.a. udført illustrationer til bogen Hvidsten Gruppen af Axel Holm, udgivet i 1945 på Gravers Andersens Forlag.